# Ą
Ą, ą (A с огонэком) — буква расширенной латиницы, используемая в литовском и польском языках, а также в языке навахо. Также используется в реконструкциях прагерманского.

## Литовский язык
В литовском языке буква Ą вторая по алфавиту (в словарях считается вариантом буквы A) и читается как долгий гласный [aː] во всех позициях (ударных и безударных): žąsis [ʐaːˈsʲɪs] («гусь»), rąstas [ˈraːstas] («бревно»). Под ударением может нести на себе растущую (tvirtagalė) или падающую (tvirtapradė) интонацию. После мягкого согласного произносится как [æː] (ср. аналогичная ситуация с [а] ~ [e]): dirbsiąs [dʲɪrʲpʲˈsʲæːs] («тот, что будет работать»).
Исторически буква обозначала носовой звук, который, в свою очередь, развился из сочетаний an / am перед фрикативными согласными. Если при словоизменении буква Ą оказывается снова перед взрывным согласным, то носовой согласный восстанавливается: kąsti («кусать») > kanda («кусает»).
Чередование an/am ~ ą наблюдается и в приставках перед разными типами начальной согласной корня: są-rašas («список») ~ san-grąža («сдача, возврат»).

## Польский язык
В польском языке буква ą является второй в алфавите, и читается:
- как [ɔ̃] + носовой согласный звук ([ɰ̃] или [w̃], а перед мягкими также [j̃] перед всеми фрикативными согласными (f, w, z, ż, ź, s, ś, sz, rz, ch, h), а также в конце слова;
- как [ɔ̃n] перед согласными t, d, c, dz, cz, dż;
- как [ɔ̃nʲ] перед согласными ć, dź;
- как [ɔ̃m] перед согласными b, p;
- как [ɔ] перед согласным ł;
- как [ɔ̃ŋ] перед согласными k, g.

Не употребляется в начале слова.
Этимологически восходит к большому юсу.